# كانغاس دي موراثو
بلدية كانغاس دي موراثو (بالإسبانية: Cangas de Morrazo) هي بلدية تقع في مقاطعة بونتيفيدرا التابعة لمنطقة غاليسيا شمال غرب إسبانيا.

## الديموغرافيا
يبلغ عدد سكان بلدية كانغاس دي موراثو 26.121 نسمة عام 2011 (وفقاً للمعهد الوطني للإحصاء الإسباني).
| 23.231 | 23.413 | 24.147 | 24.849 | 25.402 | 25.748 | 26.121 |

## أعلام
- رودريغو كوراليس
- دافيد كال
- كارلوس بيريث ريال
- سونيا مولانيس